# ألكسندر ديبيل

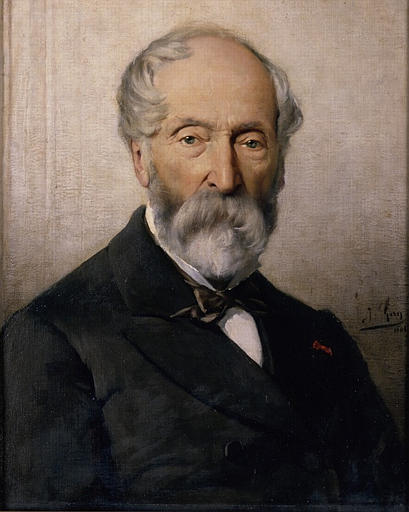
Alexandre Debelle; portrait by جاك غاي (1881)

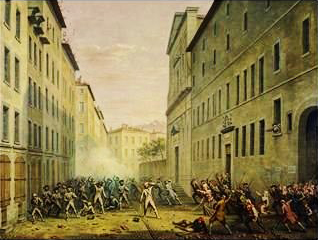
Day of the Tiles (1890)

ألكسندر جوزيف ميشيل فرانسوا ديبيلي (بالفرنسية: Alexandre Debelle)‏ (21 ديسمبر 1805 في Voreppe - 22 يوليو 1897 في غرونوبل) رسام ومصمم مطبوعات حجرية فرنسي.

## نشأته
ولد في عائلة عسكرية نبيلة. كان والده ، جوزيف غيوم ديبيل (1779-1816) ، نقيبًا في الجيش الكبير. بعد عام 1816 ، ترعرع ألكساندر من قبل عمه ، سيزار ألكسندر ديبيل (البارون دي غاشيتيير) ، الذي أصبح وصيًا عليه.

## الروابط الخارجية
- ArtNet: more works by Debelle
- More works by Debelle @ the Base Joconde